# Clima subtropicale umido

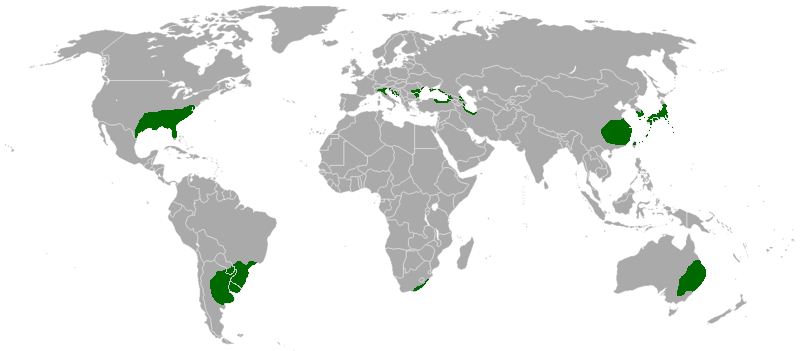
Mappa che rappresenta il clima subtropicale. La Pianura Padana nel nord Italia fa parte di questo tipo di clima.

Il clima subtropicale umido, nella classificazione dei climi di Trewartha, geografo americano che ha rielaborato la classificazione dei climi di Köppen aggiornandola e integrandola, rappresenta un sottotipo climatico subtropicale, caratterizzato da estati calde e umide, dove dominano le masse d'aria tropicali e inverni miti. Senza stagione secca e dove le precipitazioni sono comprese tra 700 mm e 1500 ed è definito tale in base alla condizione che le temperature medie mensili devono essere superiori a 10 °C per almeno 8 mesi all'anno mentre la temperatura media del mese più freddo deve essere inferiore a 18 °C.
Il tipo subtropicale umido viene simboleggiato da Trewartha con le lettere Cf da non confondersi con il sottotipo climatico Cf – temperato umido del sistema di classificazione di Köppen di cui quello di Trewartha è una versione modificata.

## Descrizione
Le zone più tipiche sono gli Stati Uniti sudorientali, la Cina sudorientale, il Giappone meridionale, una fascia che comprende Il Brasile meridionale e l'Argentina settentrionale, nel Medio Oriente, in Africa meridionale ed in Australia orientale.
Tra le più importanti città caratterizzate da un clima subtropicale umido ci sono:
- Buenos Aires, Argentina
- Milano, Italia
- Sydney, Australia
- Lənkəran, Azerbaigian
- San Paolo, Brasile
- Porto Alegre, Brasile
- Hong Kong, Cina
- Shanghai, Cina
- Seul, Corea del Sud
- Batumi, Georgia
- Tokyo, Giappone
- New Delhi, India
- Rasht, Iran
- Wellington, Nuova Zelanda
- Atlanta, Georgia, Stati Uniti
- Houston, Texas, Stati Uniti
- Durban, Sudafrica
- Taipei, Taiwan
- Montevideo, Uruguay
- Hanoi, Vietnam

## Nella letteratura scientifica anglosassone
Nella letteratura scientifica anglosassone con clima subtropicale umido s'intende talvolta una categoria della classificazione dei climi di Köppen composta dai tipi Cf e Cw, che non trova però corrispondenza nella nomenclatura originaria del climatologo russo-tedesco.